# Eriopeltis stammeri
Eriopeltis stammeri är en insektsart som beskrevs av Schmutterer 1952. Eriopeltis stammeri ingår i släktet Eriopeltis och familjen skålsköldlöss. Arten är reproducerande i Sverige. Inga underarter finns listade i Catalogue of Life.